# Inmigración chilena en Venezuela
La inmigración chilena en Venezuela es el flujo migratorio de personas desde la República de Chile hacia la República Bolivariana de Venezuela, ambos países sudamericanos de Hispanoamérica que comparten nexos históricos y rasgos culturales por siglos.

## Historia
Durante la década de 1930 el gobierno chileno a través del Instituto Pedagógico de la Universidad de Chile promovió el envío de profesores chilenos a escuelas y universidades venezolanas en una iniciativa llamada misiones educacionales, llegando la primera de ellas en 1936 con el propósito de brindar asesoría y prestar apoyo a establecimientos educacionales de Venezuela, a lo que una vez llegados sirvieron además para la reorganización institucional de las Escuelas Normales y también crearon programas de lucha contra el analfabetismo. Todas estas iniciativas favorecieron reformas significativas en el sistema educativo de Venezuela. Posteriormente, Venezuela fue un destino de algunos chilenos exiliados políticos y autoexiliados del país por la dictadura de Augusto Pinochet, llegando a la suma de 80 mil chilenos, además de migrantes profesionales motivados por el boom petrolero ocurrido entre 1950 y 1980, sin embargo aproximadamente la mitad retornó a Chile al restituirse la democracia a partir de 1990 cuando el general Pinochet entregó el poder, y otros han regresado gracias al programa de retorno patrocinado por el Gobierno de Chile, dada la grave crisis económica, social y política de Venezuela.

## Comunidades y actividades
En la actualidad, existen comunidades en Caracas, Ciudad Guayana y Valencia, donde existen agrupaciones registradas ante el Ministerio de Relaciones Exteriores de Chile. Dentro de las actividades realizadas por la comunidad chilena está la conmemoración del Golpe de Estado de 1973, y la celebración de las fiestas patrias.

## Retorno en elsigloXXI
Debido a la grave crisis económica y humanitaria que afecta a Venezuela, muchos ciudadanos chilenos, y/o descendientes de estos, han optado por volver a Chile desde la nación suramericana. El Comité Interministerial para la Comunidad Chilena en el Exterior, entidad del Gobierno de Chile coordinada por la Dirección para la Comunidad de Chilenos en el Exterior (Dicoex), estableció en 2018 una serie de lineamientos para prestar apoyo a todas las familias chilenas residentes en territorio venezolano que deseen regresar al país, como también para aquellas que ya regresaron y no cuentan con suficientes redes de apoyo en Chile, hasta mayo de 2019, 579 chilenos y descendientes han sido parte de este programa de retorno.

### Inmigrantes chilenos en Venezuela
- Domingo Acevedo Núñez, afiliado a la izquierda chilena[10]
- Isabel Allende, escritora
- Ana Ávalos, escultora
- Sergio Bitar, empresario
- Adriana Bolívar, lingüista
- Marco Bontá, pintor
- Alonso Briceño, sacerdote
- Raul Bustamante, jinete
- Fernando Castillo Velasco, arquitecto
- Jaime Castillo Velasco, abogado y político
- Julio Castro Ruiz, entrenador de caballos purasangre
- Olga Corser, psicóloga
- José Cortés de Madariaga, sacerdote
- Mariano Díaz, fotógrafo
- Samuel Mc Gill, militar
- Juan Eduardo Cruz, jinete
- Beto Cuevas, cantante
- Sergio Elguin, compositor
- Hector Fagundez Ledesma, abogado
- Claudio Huepe, ingeniero
- Antonio Jacial, entrenador de caballos purasangre
- Eduardo Jara, jinete
- Julio Jung, actor
- Pedro de la Barra, actor y director de teatro
- Pedro Cunill Grau, geógrafo
- Pedro Dubournais, militar
- Héctor Duvauchelle, actor
- Humberto Duvauchelle, actor
- María Elena Duvauchelle, actriz
- Orietta Escamez, actriz
- Miriam Fletcher, periodista
- Eugenio González Rojas, docente
- Braulio Jatar, periodista
- Carmen Lazo, política
- Orlando Letelier, político
- Eduardo Lira Espejo, músico[11]
- Michel Olmi, empresario fundador de Tiendas D1
- Carlos Matus, economista
- Álvaro Montaldo Bustos, ingeniero agrónomo, profesor UCV
- Balsamino Moreira, jinete
- Lee Palmer, cantante
- Humberto Parodi Alister, profesor de física
- Graciela Pizarro, escritora
- Miro Popić, periodista
- Amalia Pérez Díaz, actriz
- Manuel Poblete, actor
- Carlos Prussing Wilson, pancracista  conocido como "Dragón Chino"
- Jorge Rigo, cantante
- Conchita Obach, Miss Chile 1956, actriz
- Pedro Felipe Ramírez, ingeniero
- Marcelo Romo, actor
- Aniceto Rodríguez, político
- Antonio Sanchez Garcia, empresario
- Jaime Suárez, locutor, ancla del Noticiero Televen
- María Valencia, pintora
- José María Velaz, sacerdote

### Venezolanos  descendientes de chilenos
- Carlos Donoso, ventrilocuo
- Miguel Pizarro Rodríguez, político
- George Forsyth, futbolista
- Gregorio González Nicolini, cineasta
- Jorge Valdivia, futbolista